# 虎杖濱站
虎杖濱站（日语：／ Kojōhama eki */?）是屬於北海道旅客鐵道室蘭本線的鐵路車站，位於日本北海道白老郡白老町，車站編號為H27。本站為無人車站，站名源自阿伊努語的「kuttar-us-i」（虎杖很多的地方）。

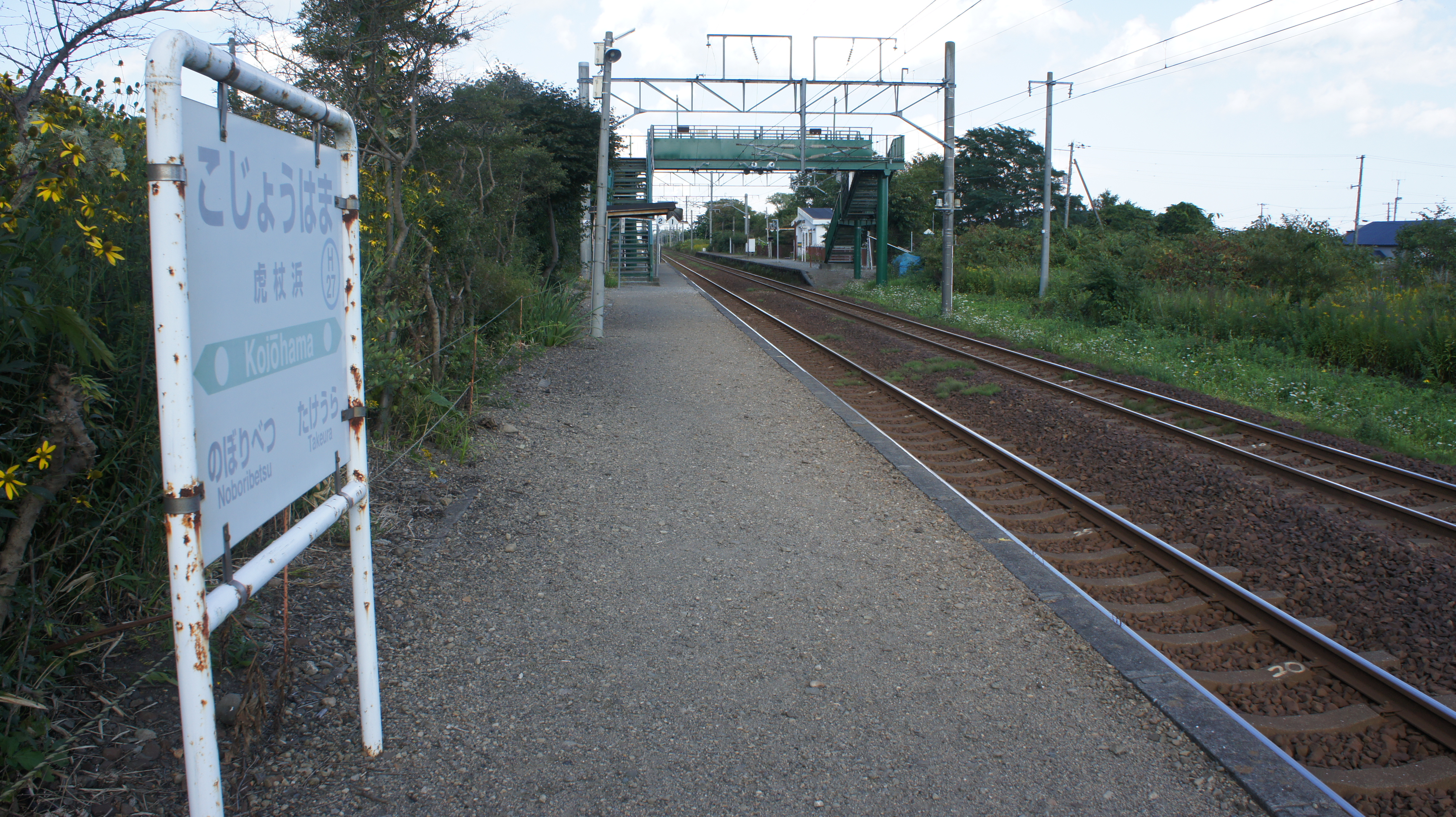
月台（2017年9月）

## 車站構造

### 站房
本站與同線內的社台站的站房設計完全一樣，是以木所建成的單層站房1座，配以不對稱的斜形屋頂，左側站房部房較寬闊，右側的洗手間部份則較窄，中間部份為開放式通道，可以直通通過至連接月台的行人天橋。站房部份則分為候車大廳及已停用和圍封了窗口的票務處，但本站的票務處面積則比社台站為細小。也不像社台站般，候車室有另一扇門可以直接通往月台，而是必須只由連接至開放式通道的出入口。

### 月台
此站設有2座側式月台，且並沒有註明月台編號，長度為約130米，即有效長度為6輛。月台上未設有任何候車設備。
| 月台     | 路線       | 方向 | 目的地                 |
| -------- | ---------- | ---- | ---------------------- |
| 靠近站房 | ■ 室蘭本線 | 上行 | 東室蘭、室蘭方向       |
| 遠離站房 | ■ 室蘭本線 | 下行 | 萩野、苫小牧、札幌方向 |

## 歷史
- 1928年8月5日：鐵道省下新車站啟用[2]。
- 1960年8月1日：貨物提取服務取消。
- 1980年5月15日：手提行李提取服務取消。無人化、簡易委託化[3]。
- 1981年：站房改建[3]。
- 1986年：簡易委託化取消，完全無人化[3]。
- 1987年4月1日：國鐵分割民營化，車站的營運由JR北海道及JR貨物繼承。

## 相鄰車站
北海道旅客鐵道
■ 室蘭本線
■ 特急「北斗」、「鈴蘭」
通過
■ 普通
登別 (H28) - 虎杖濱 (H27) - 竹浦 (H26)

## 外部連結
- JR北海道虎杖濱站網頁。（页面存档备份，存于）（日語）